# Награди „Оскар“ (11-а церемония)
Единадесетата церемония по връчване на филмовите награди „Оскар“ се провежда на 23 февруари 1939 година в хотел Билтмор, Лос Анджелис, Калифорния. На нея се връчват призове за най-добри постижения във филмовото изкуство през предходната 1938 година. Това е първата церемония без официален водещ.
Филмът „Голямата илюзия“ на режисьора Жан Реноар е първото чуждоезично произведение, номинирано в категорията за „Най-добър филм“. Спенсър Трейси е първият от само двама актьори в историята, който получава наградата за „Най-добра мъжка роля“ за втора поредна година. Другият е Том Ханкс с награди през 1993 и 1994. Това е и първата от само две церемонии за наградите „Оскар“ в която три от всичките четири актьорски награди се връчват на изпълнители, които вече са удостоявани с приза. Другата такава церемония е през 1994 година.
Сред другите интересни факти е силното присъствие на режисьора Майкъл Къртис, който е едновременно с две номинации в категорията за „Най-добър режисьор“, а трето различно негово произведение - „Приключенията на Робин Худ“ е номинирано в категорията за „Най-добър филм“. Къртис е бъдещия режисьор на филмовата класика „Казабланка“ (1942).

## Номинации и Награди
Долната таблица показва номинациите за наградите по категории. Победителите са изписани на първо място с удебелен шрифт.
| Най-добър филм | Най-добър режисьор |
| --- | --- |
| - Не можеш да го вземеш с теб - Приключенията на Робин Худ - Рагтайм Бендът на Александър - Момчешки град - Цитаделата - Четири дъщери - Голямата илюзия - Джезабел - Пигмалион - Пилот изпитател | - Франк Капра – Не можеш да го вземеш с теб - Майкъл Къртис – Ангели с мръсни лица - Майкъл Къртис – Четири дъщери - Норман Таурог – Момчешки град - Кинг Видор – Цитаделата |
| Най-добра мъжка роля | Най-добра женска роля |
| - Спенсър Трейси – Момчешки град - Шарл Боайе – Алжир - Джеймс Кагни – Ангели с мръсни лица - Робърт Донат – Цитаделата - Лесли Хауърд – Пигмалион | - Бети Дейвис – Джезабел - Фей Бейнтър – Бели знамена - Уенди Хилър – Пигмалион - Норма Шиърър – Мария Антоанета - Маргарет Сълаван – Трима другари |
| Най-добра поддържаща мъжка роля | Най-добра поддържаща женска роля |
| - Уолтър Бренан – Кентъки - Джон Гарфийлд – Четири дъщери - Джин Локхарт – Алжир - Робърт Морли – Мария Антоанета - Базил Ратбон – Ако аз бях крал | - Фей Бейнтър – Джезабел - Бюла Бонди – На човешките сърца - Били Бърк – Весело живеем - Спринг Байтън – Не можеш да го вземеш с теб - Милиза Кориус – Големият валс |
| Най-добър сюжет | Най-добър сценарий |
| - Момчешки град – Елеанор Грифин и Дор Шари - Рагтайм Бендът на Александър – Ървинг Бърлин - Ангели с мръсни лица – Роуланд Браун - Луд по музиката – Марсела Бърк и Фредерик Конър - Блокада – Джон Хауърд Лоусън - Пилот изпитател – Франк Уийд | - Пигмалион – Джордж Бърнард Шоу, Йън Дейлраймпъл, Сесил Люис и У.П. Липскомб - Четири дъщери – Ленор Кофи и Джулиъс Епщайн - Цитаделата – Йън Дейлраймпъл, Елизабет Хил и Франк Уийд - Момчешки град – Джон Мийън и Дор Шари - Не можеш да го вземеш с теб – Робърт Рискин |
| Най-добра сценография | Най-добра кинематография |
| - Приключенията на Робин Худ – Карл Дж. Уейл - Безумията на Голдуин – Ричард Дей - Ако аз бях крал – Ханс Дриър и Джон Б. Гудман - Мария Антоанета – Седрик Гибънс - Ваканция – Щефан Гусон и Лайонел Банкс - Весело живеем – Чарлз Д. Хол - Рагтайм Бендът на Александър – Бърнард Херцбърн и Борис Левен - Луд по музиката – Джак Отерсън - Безгрижен – Ван Нест Полглейс - Алжир – Александър Толюбов - Приключенията на Том Сойър – Лайл Уилър | - Големият валс – Джоузеф Рутенбърг - Весело живеем – Норбърт Бродин - Жизнената дама – Робърт де Грейс - Джезабел – Ърнст Халер - Алжир – Джеймс Уонг Хоу - Суец – Певерел Марли - Армейско момиче – Ърнст Милър и Хари Уайлд - Буканиерът – Виктор Милнър - Млад по сърце – Леон Шамрой - Луд по музиката – Джоузеф Валънтайн - Не можеш да го вземеш с теб – Джоузеф Уолкър |

## Филми с множество номинации
Долуизброените филми получават повече от 2 номинации в различните категории за настоящата церемония:
- 7 номинации: Не можеш да го вземеш с теб
- 6 номинации: Рагтайм Бендът на Александър
- 5 номинации: Момчешки град, Четири дъщери, Джезабел, Весело живеем
- 4 номинации: Приключенията на Робин Худ, Алжир, Цитаделата, Ако аз бях крал, Луд за музика, Мария Антоанета, Пигмалион
- 3 номинации: Ангели с мръсни лица, Армейско момиче, Безгрижен, Каубойът и дамата, Големият валс, Суец, Пилот изпитател, Млад по сърце

## Почетни награди
- Хари Уорнър (1881-1958) - ръководител на филмово студио, един от основателите на Уорнър Брадърс
- Уолт Дисни (1901-1966) – филмов продуцент, режисьор, аниматор, филантроп
- Оливър Марш и Алън Дейви
- Дж. Артър Бел

## Награда за непълнолетни изпълнители
Наградата се връчва на изпълнители ненавършили 18-годишна възраст. За 1938 година, отличието е връчено на Диана Дърбан (р. 1921) и Мики Руни (р. 1920).